# 醍醐地蔵院日記
『醍醐地蔵院日記』（だいごじぞういんにっき）は、南北朝時代の醍醐寺清浄光院住持であった房玄の日記。『房玄法印記』（ぼうげんほういんき）とも。
伝存する記録期間は、正平3年/貞和4年（1348年）1月 - 10月、正平6年/観応2年（1351年）1月 - 9月のわずか2年分に過ぎない。記述は概して簡略で欠日もあるが、複雑な情勢下における幕府方と宮方の動向や合戦の様子、それにまつわる修法などを伝えており、他の記録類が少ない中にあって貴重な史料と言えよう。殊に、貞和4年には高師直による吉野金峰山攻略の経緯、観応2年には観応の擾乱から師直・師泰が討たれ、南朝による正平一統へ至った経緯を窺うことが出来る。
自筆本は全て醍醐寺三宝院が所蔵。文化14年（1817年）に中津広昵が自筆本を写した宮内庁書陵部所蔵本には、貞和四年記・観応二年日次記の内題がある。ただし、書陵部本は略影写のため難読の箇所が生じており、これを底本とした続群書類従完成会本の翻刻（『続群書類従29輯下』所収）も当然ながら誤字や脱漏が多く、利用に際しては注意を要しよう。他の写本としては、貞和4年分が水戸彰考館に、観応2年分が（観応二年日次記として）東京大学史料編纂所に所蔵される。